# Memoriale di Palmiry

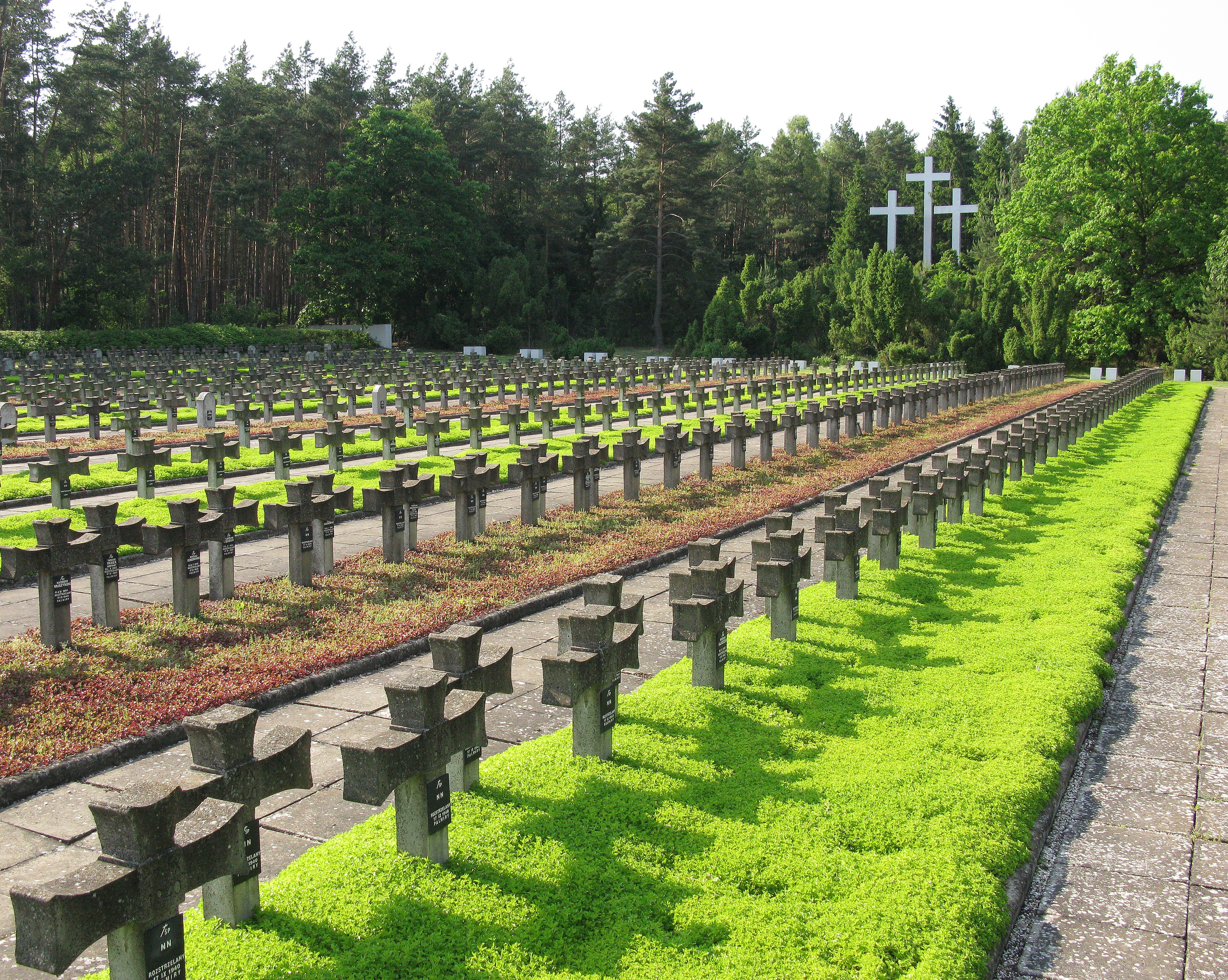
Cimitero e memoriale di Palmiry nell'estate 2010

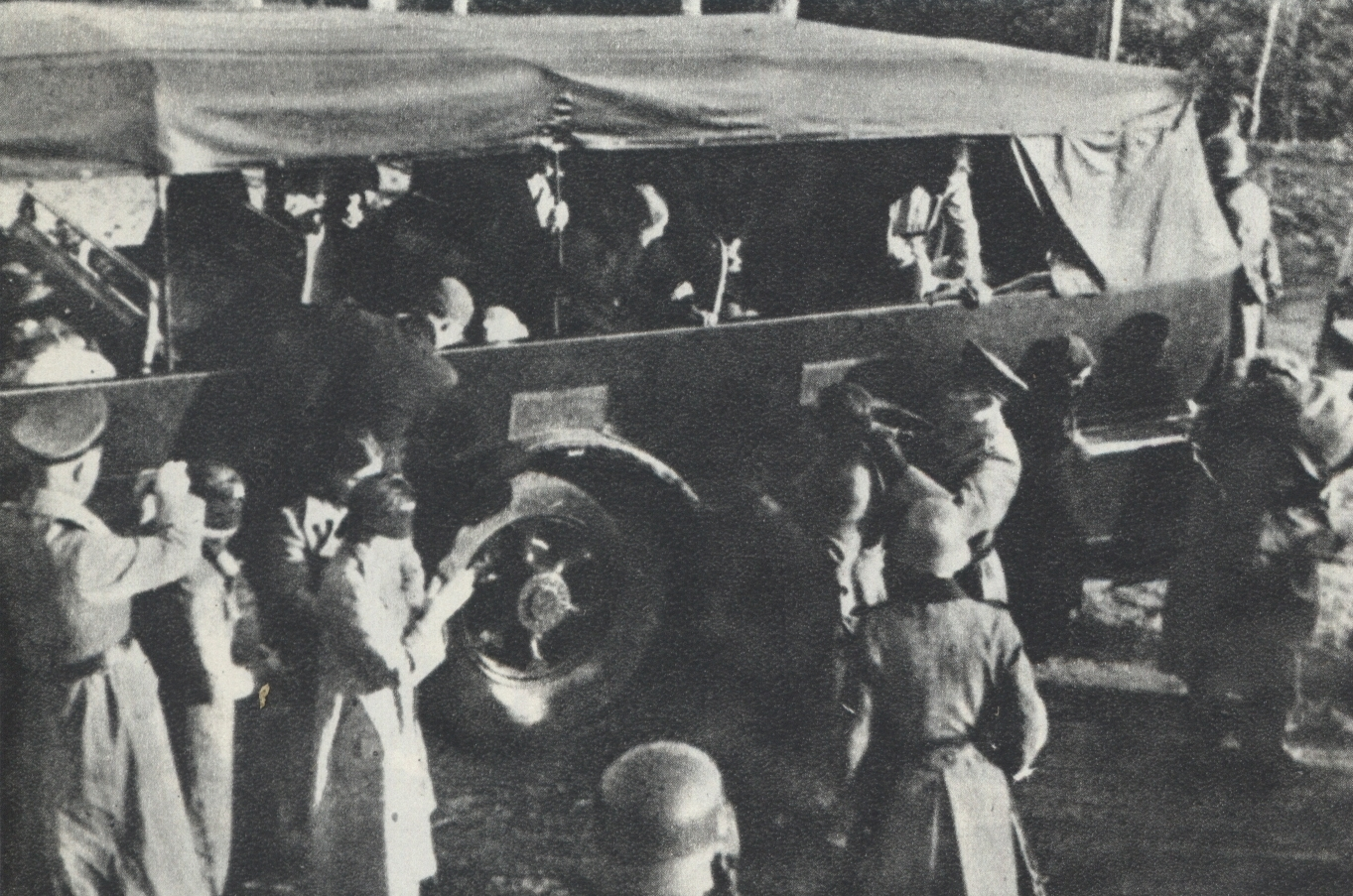
Trasporto di prigionieri nel 1940, registrato dal movimento clandestino polacco.

Il Memoriale di Palmiry fu istituito nel 1948 in Polonia. Si trova all'interno del Parco Nazionale di Kampinos nel voivodato della Masovia, in una foresta nei pressi del villaggio di Palmiry (Czosnów), vicino alle ex fosse comuni dove durante l'occupazione della Polonia tra il 1939 e il 1943 le unità della Gestapo e delle SS effettuarono fucilazioni di massa segrete della popolazione civile polacca.

## Contesto storico
Prima della seconda guerra mondiale qui venivano immagazzinate le munizioni, motivo per cui la popolazione locale chiamava la zona Po wybuchu ("polveriera"). Questi campi, originariamente parte della fortezza di Modlin, fornirono munizioni alle forze di difesa polacche durante l'assedio di Varsavia nel settembre 1939. Il deposito di munizioni era dotato di un collegamento ferroviario. Nei primi mesi di occupazione l'impianto, compresi i binari, fu smantellato dalle unità tedesche. Parte della foresta circostante fu abbattuta per creare una radura che sarebbe diventata il luogo segreto di esecuzione. Le riprese sono state effettuate qui per la prima volta il 14 dicembre 1939.
Le esecuzioni di Palmiry venivano attentamente pianificate dalla Gestapo dispiegata a Varsavia. Pochi giorni prima dell'arrivo dei condannati, un dipartimento del Reichsarbeitsdienst della vicina Łomna e a volte anche le unità della Gioventù Hitleriana accampate vicino a Palmiry scavavano nella radura fosse profonde circa 2,5 m e lunghe 30 m. Le vittime da fucilare venivano solitamente trasportate su camion dalla prigione di Varsavia Pawiak, qualche volta dalla prigione di Mokotów in via Rakowiecka. La maggior parte dei polacchi assassinati qui apparteneva alla Inteligencja polacca. Il culmine delle uccisioni fu raggiunto nel quadro delle AB-Aktion in tutta la Polonia.
I prigionieri potevano portare con sé gli effetti personali, i quali in seguito aiutarono la loro identificazione. All'arrivo sul luogo dell'esecuzione, dovevano allinearsi davanti alle fosse e venivano colpiti con le mitragliatrici. Le fosse piene venivano piantumate con dei pini. Nonostante l'isolamento del sito e l'altissimo livello di segretezza, il movimento clandestino polacco sapeva dei massacri fin dall'inverno 1939. I lavoratori forestali polacchi furono in grado di documentare gli eventi e contrassegnare le fosse comuni. Guidati dalla guardia forestale Adam Herbański, di notte segnavano gli alberi che in seguito permisero di ritrovare le tombe.
Tra il 25 novembre 1945 e l'autunno 1946 la Croce Rossa polacca riesumò i corpi alla presenza dei rappresentanti della Commissione Principale per le Indagini sui crimini nazisti in Polonia. In un'area di 1,5 km² furono trovate 24 fosse comuni. A seconda delle fonti, a Palmiry furono fucilate e sepolte tra le 2 115 (esumate) e le 2 255 persone, molte delle quali di origine ebraica. Circa il 20% erano donne. Tra gli assassinati c'erano i vincitori di medaglie olimpiche Janusz Kusociński e Tomasz Stankiewicz, il maestro di scacchi Dawid Przepiórka, i professori universitari Stefan Kopeć e Kazimierz Zakrzewski, i politici Henryk Brun, Helena Jaroszewicz, Mieczysław Niedziałkowski, Stanisław Piasecki, Maciej Rataj (Sejmmarschall) e i sindaci Mikołaj Bożym, Adolf Kutkowski, Mieczysławski Mark e Jan Poowskihoski.

## Il memoriale oggi
I cadaveri riesumati furono sepolti in un nuovo cimitero vicino alle fosse comuni. Oggi questo cimitero costituisce il nucleo del memoriale di Palmiry. Nel 1973 è stato aperto il "Museo della lotta e del martirio" (in polacco: Muzeum Walki i Męczeństwa), che espone documenti e reperti dell'esumazione e quelli che testimoniano le attività del movimento clandestino polacco nella zona. Dal 1980 è affiliato al Museo di Varsavia. 
Il cancelliere tedesco Gerhard Schröder ha visitato il sito commemorativo durante la visita a Varsavia nel 1999 e vi ha deposto una corona.
Il 9 luglio 2004 una tempesta ha causato notevoli danni agli alberi dell'intero complesso, riparati dai soldati della guarnigione di Varsavia nella primavera del 2005. Nel 2009 è stato bandito un concorso per la costruzione di un nuovo edificio museale.
Nello United States Holocaust Memorial Museum a Washington è stato utilizzato come elemento di design un ceppo di albero di Palmiry .